# Eodiscidae
Az Eodiscidae a háromkaréjú ősrákok (Trilobita) osztályának az Agnostida rendjéhez, ezen belül az Eodiscina alrendjéhez tartozó család.

## Rendszerezés
A családba az alábbi nemek tartoznak:
- Dawsonia
  - Dawsonia dawsoni
- Eodiscus
- Helepagetia
- Kiskinella
- Macannaia
- Opsidiscus
- Pagetia
- Pagetides
- Sinopagetia